# Rhinophylla pumilio
Rhinophylla pumilio е вид бозайник от семейство Phyllostomidae.

## Разпространение
Видът е разпространен в голяма част от северна Южна Америка на изток от Андите. Среща се в Боливия, Перу, Еквадор, Бразилия, Колумбия, Венецуела и Гвиана.